# Serafino Brizzi
Pour les articles homonymes, voir Brizzi et Brizi.
Serafino Brizzi, aussi appelé Serafino Brizi, né à Bologne le 24 mai 1684 et mort le 5 novembre 1737 dans la même ville, est un peintre, dessinateur, graveur baroque et scénographe italien.

## Biographie
Serafino Brizzi naît à Bologne en 1684. Il devient élève de Francesco Galli da Bibiena.
Il meurt d'une longue maladie le 5 novembre 1737. Il avait comme élève Antonio Bonetti (en).

## Œuvres

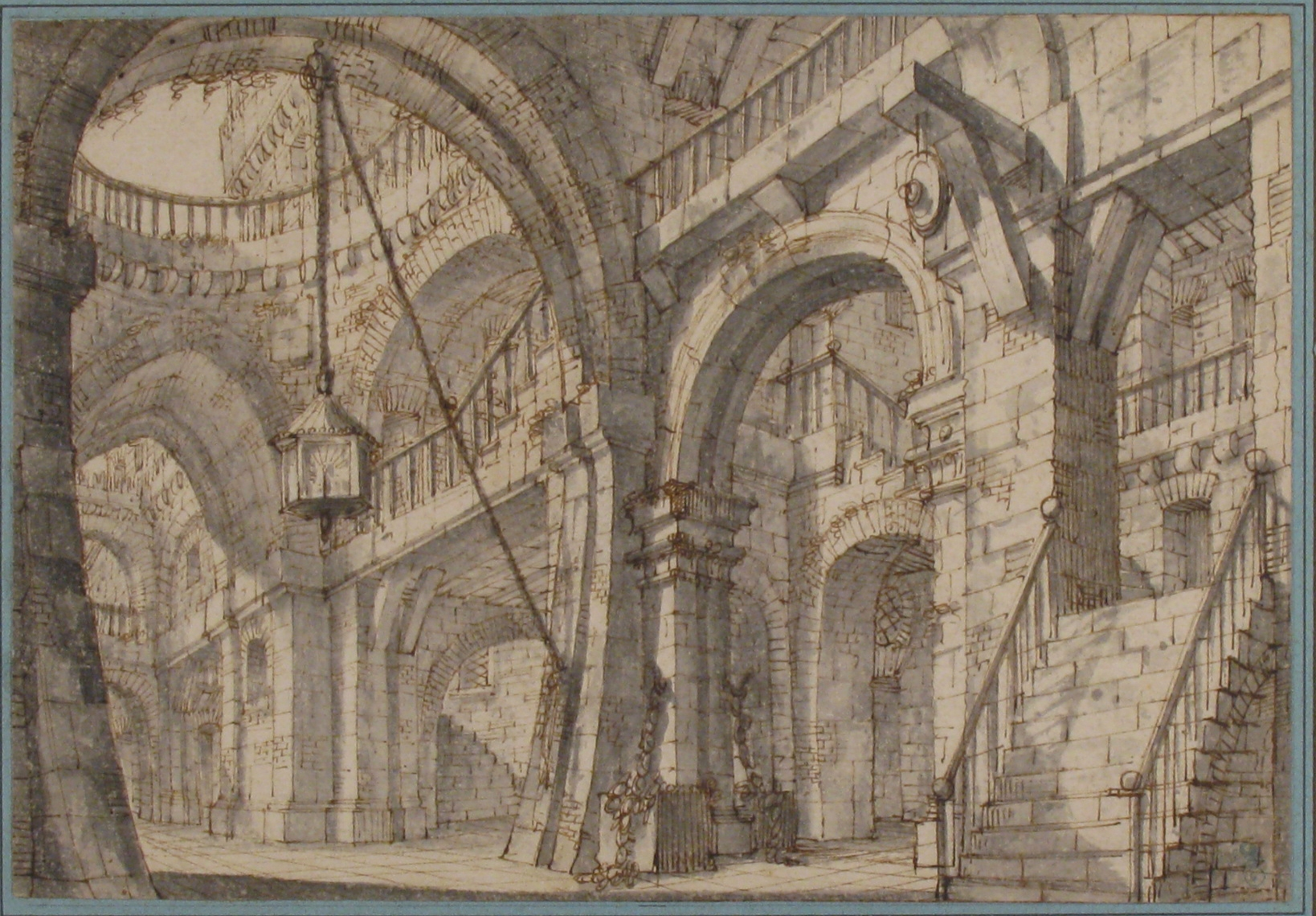
Perspective pour une scène avec des escaliers et des arches (Metropolitan Museum of Art).

Brizzi a principalement réalisé des peintures à l'huile qui étaient très prisées pour le sentiment de désir et de nostalgie qu'elles inspiraient. Ses peintures se retrouvent dans plusieurs collections italiennes et dans le reste du monde,.